# 狼牙恐蛇鰻
狼牙恐蛇鰻為輻鰭魚綱鰻鱺目糯鰻亞目蛇鰻科的其中一種，分布於西大西洋區，從墨西哥灣至法屬圭亞那海域，棲息深度33-91公尺，體長可達84公分，棲息在沿海及河口區，屬肉食性，會將身體埋在泥沙中，以甲殼類、魚類等為食。